# 小田貴月
小田 貴月（おだ たか、女性、1964年〈昭和39年〉1月13日 - ）は、日本の女優、タレント、声優、ライター、実業家である。
本名同じ、旧名：貴（たか）、旧姓：河野。旧芸名は貴倉 良子（たかくら りょうこ）。

## 来歴
東京都板橋区出身。血縁者としての弟がいる。千代田女学園高校在学中にスカウトされ、同短期大学に進学して英語を学んでいたが中退して芸名を「貴倉 良子」として芸能界入りをした。またホテルジャーナリストやテレビディレクターとしては、本名の「河野 貴」名義で活動する。高倉健との出会いは1996年、仕事で回っていた香港のホテルのレストランで一言声を掛けられたことである。最初本人は高倉健という人が、映画俳優をしていたこと以外はあまりよくわからなかったという。この頃から交際が始まり、最初は文通相手として手紙のやり取りだけという関係だったが、2006年に交際（同棲）が始まり7年後の2013年5月に高倉健の養女となった。そのきっかけは小田の母親が2011年に脳梗塞で倒れたことで、親族でないと病状をうかがえず病室で看病することもできないという現状を見て、1度離婚をした経験があり「紙（婚姻届）に縛られるのは違う」という考えを持っていたという高倉は自分を振り返って考えを変え、養女ということならと籍を入れて親族となった。「実は交際していた当時、婚姻届も用意されていた」ということを、2023年6月8日放送の『徹子の部屋』（テレビ朝日系）に出演した時に明かしている。
サイズは身長163cm、B84cm - W58cm - H86cm（1985年当時）。高校時代は新体操をやり、演劇部にも在籍していた。新体操では東京都大会で3位の成績を収めたことがある。
高倉健と交際する以前に離婚歴が２回ある。
高倉と出会ってから死別するまで「自分の存在を世間に知られぬよう暮らして」来たが、その後活動名義を「小田 貴月」とし、高倉プロモーション代表取締役を務める。2023年4月に生島企画室（現在のFIRST AGENT）と業務提携し、以降は『アナザーストーリーズ 運命の分岐点』を皮切りに、『徹子の部屋』等メディアへの露出を増やしている。

## 出演作品

### ドラマ
- 必殺仕事人III（第35話）-（1982年10月8日 - 1983年7月1日、朝日放送テレビ） - お志乃 役
- 特捜最前線 第340話「老刑事・96時間の追跡！」（1983年11月30日、テレビ朝日 / 東映） - 安岡弘子 役
- 遊びじゃないのよ、この恋は（第4話、第6話、第7 - 16話）（1986年2月4日 - 6月17日、TBSテレビ / 大映テレビ）※第4、6話=貴倉涼子の名義
- 必殺仕事人V旋風編（第5話）（1986年11月7日 - 1987年3月6日、朝日放送） - 大黒屋の娘・お小夜 役
- お入学（1987年8月31日 - 10月9日、NHK総合） - 秋谷春美 役
- 今朝の秋 老いと死を見つめ、人生の秋をしみじみと（1987年11月28日、NHK総合） - 紀代子 役
- 水戸黄門（TBS / C.A.L）
  - 第16部 第29話「鬼面に隠れた忠義の心 -盛岡-」（1986年11月10日） - 八千代 役
  - 第18部 第20話「陰謀渦巻く大草原 -熊本-」（1989年1月30日） - お千絵 役
  - 第19部 第22話「悪事隠す謎の切腹 -高田-」（1990年2月26日） - おてる 役
- 海の群星（1988年11月12日、NHK総合） - マカト 役

### その他のテレビ番組
- パソコンサンデー（1982年3月7日 - 1989年6月25日、テレビ大阪） - レギュラーレポーター（1987年）

### ラジオ
- 郷愁のうた〜ノスタルジック・サウンド（TBSラジオ）
- サウンドスケイプ ジョイフルナイト（TBSラジオ）

### 声優
- ゴキブリたちの黄昏（製作年：1987、配給：ヘラルド・エース） - パセリ 役

### キャンペーンガール
- 丸善石油（現在のコスモ石油)（1985年） - イメージガール

## 著作
河野貴、名義
- 『HOTEL（写真集）』（1991年10月発行）出版社: 近代映画社
- 『スウィートルーム』単行本（1996年6月発行）出版社: 大栄出版
- 『金のホテル銀のホテル―DO NOT DISTURB』文庫本（1999年11月発行）出版社：朝日新聞社

小田貴月、名義
- 『高倉健、その愛』単行本（2019年10月発行）　出版社: 文藝春秋[12]
- 『高倉健、最後の季節（とき）。』単行本（2023年3月発行）出版社: 文藝春秋[13]